# 鎌倉記念
鎌倉記念（かまくらきねん）は神奈川県川崎競馬組合が川崎競馬場ダート1600mで施行する地方競馬の重賞競走（SII）である。正式名称は「スポーツニッポン賞 鎌倉記念」、スポーツニッポン新聞社が優勝杯を提供している。
副賞は、スポーツニッポン賞、日本地方競馬馬主振興協会会長賞、神奈川県馬事畜産振興協議会会長賞、管理者賞（2024年）。

## 概要
全日本2歳優駿のトライアルレースとして知られている。他に同競走のトライアルレースは2つ存在するが、川崎競馬場1,500mという条件は全日本2歳優駿の条件と最も近い。
1983年まで行われていたアラブ系旧4歳馬による同名の重賞競走とは関連はなく、2001年から新設の重賞競走として扱われている。
2005年までは「京急盃 鎌倉記念」の名称で、京浜急行電鉄が優勝杯を提供していた。2006年度は開催を休止した。
2015年からは未来優駿シリーズに指定されている。
2018年からはSIIに昇格。
2020年からはJBC2歳優駿の指定競走として行われている。
2021年からは2歳チャンピオンシリーズの対象競走として指定されている。
2024年より施行距離を1600mに変更する。

### 条件・賞金等（2024年）
出走条件
サラブレッド系2歳、地方全国交流で他地区所属馬の出走枠は4頭以下と定められている。
- トライアルの若武者賞の上位2着以上及びルーキーズサマーカップの優勝馬に優先出走権がある。

負担重量
定量。55kg、牝馬54kg（南半球産3kg減）。
賞金額
1着1,500万円、2着525万円、3着300万円、4着150万円、5着75万円、着外手当15万円。
優先出走権付与
優勝馬に全日本2歳優駿の優先出走権が付与される。
かつては、上位3着までに入った牝馬にローレル賞の優先出走権が付与されていた。

## 歴代優勝馬
| 回数   | 施行年月日     | 優勝馬             | 性齢 | 所属   | タイム | 優勝騎手   | 管理調教師   | 馬主                 |
| ------ | -------------- | ------------------ | ---- | ------ | ------ | ---------- | ------------ | -------------------- |
| 第1回  | 2001年11月28日 | ジェネスアリダー   | 牡2  | 川崎   | 1:36.2 | 桑島孝春   | 八木正喜     | 山口真吾             |
| 第2回  | 2002年11月15日 | パレガルニエ       | 牝2  | 川崎   | 1:34.5 | 今野忠成   | 池田孝       | 加藤信之             |
| 第3回  | 2003年10月29日 | トキノコジロー     | 牡2  | 川崎   | 1:36.3 | 山田信大   | 長谷川蓮太郎 | 田中久續             |
| 第4回  | 2004年10月6日  | エスプリフェザント | 牡2  | 川崎   | 1:34.0 | 久保勇     | 武井榮一     | 依田泰雄             |
| 第5回  | 2005年10月10日 | カネショウマリノス | 牡2  | 川崎   | 1:35.3 | 今野忠成   | 照沼一二     | 清水正裕             |
| 第6回  | 2007年10月10日 | ヴァイタルシーズ   | 牡2  | 川崎   | 1:35.1 | 左海誠二   | 武井榮一     | 松崎務               |
| 第7回  | 2008年10月1日  | ノーステイオー     | 牡2  | 船橋   | 1:34.1 | 左海誠二   | 林正人       | 小川正男             |
| 第8回  | 2009年10月7日  | ナンテカ           | 牡2  | 北海道 | 1:34.2 | 坂井英光   | 角川秀樹     | （有）グランド牧場   |
| 第9回  | 2010年9月29日  | キスミープリンス   | 牡2  | 浦和   | 1:36.1 | 戸崎圭太   | 小久保智     | 国田正忠             |
| 第10回 | 2011年10月5日  | ニシノファイター   | 牡2  | 北海道 | 1:35.2 | 小国博行   | 堂山芳則     | 西森鶴               |
| 第11回 | 2012年10月17日 | インサイドザパーク | 牡2  | 船橋   | 1:35.4 | 左海誠二   | 林正人       | 山口裕介             |
| 第12回 | 2013年10月9日  | ニシノデンジャラス | 牡2  | 北海道 | 1:35.9 | 今野忠成   | 堂山芳則     | 西森鶴               |
| 第13回 | 2014年10月15日 | オウマタイム       | 牡2  | 船橋   | 1:35.8 | 繁田健一   | 林正人       | 山口裕介             |
| 第14回 | 2015年10月21日 | ポッドガイ         | 牡2  | 川崎   | 1:36.0 | 矢野貴之   | 八木正喜     | 小川眞査雄           |
| 第15回 | 2016年10月5日  | ストーンリバー     | 牡2  | 北海道 | 1:36.0 | 井上幹太   | 堂山芳則     | 石川幸司             |
| 第16回 | 2017年10月11日 | リコーワルサー     | 牡2  | 大井   | 1:35.4 | 森泰斗     | 荒山勝徳     | 土橋正雄             |
| 第17回 | 2018年10月17日 | ミューチャリー     | 牡2  | 船橋   | 1:33.6 | 御神本訓史 | 矢野義幸     | 石瀬丈太郎           |
| 第18回 | 2019年10月22日 | インペリシャブル   | 牡2  | 川崎   | 1:36.1 | 矢野貴之   | 高月賢一     | （株）レッドマジック |
| 第19回 | 2020年10月14日 | リーチ             | 牡2  | 北海道 | 1:35.0 | 本田正重   | 林和弘       | 原久美子             |
| 第20回 | 2021年10月13日 | シルトプレ         | 牡2  | 北海道 | 1:33.9 | 笹川翼     | 櫻井拓章     | 原久美子             |
| 第21回 | 2022年10月12日 | ヒーローコール     | 牡2  | 浦和   | 1:35.0 | 左海誠二   | 小久保智     | 山口裕介             |
| 第22回 | 2023年10月11日 | サントノーレ       | 牡2  | 北海道 | 1:37.0 | 服部茂史   | 田中淳司     | （株）ラ・メール     |
| 第23回 | 2024年10月9日  | ベアバッキューン   | 牡2  | 川崎   | 1:44.3 | 町田直希   | 鈴木義久     | 熊木浩               |

出典：南関東4競馬場公式「鎌倉記念競走優勝馬 」https://www.nankankeiba.com/win_uma/31.do

## 他地区所属馬の成績
| 回次             | 馬名               | 所属   | 着順 |
| ---------------- | ------------------ | ------ | ---- |
| 第6回（2007年）  | ブラウンアマゾン   | 北海道 | 3着  |
| 第6回（2007年）  | キングサラディン   | 北海道 | 10着 |
| 第6回（2007年）  | ラプレ             | 北海道 | 11着 |
| 第6回（2007年）  | ヒロノバイオ       | 佐賀   | 13着 |
| 第7回（2008年）  | ロマ               | 北海道 | 2着  |
| 第7回（2008年）  | リトルジュリエット | 北海道 | 7着  |
| 第7回（2008年）  | モエレグランプリ   | 笠松   | 12着 |
| 第8回（2009年）  | ナンテカ           | 北海道 | 1着  |
| 第8回（2009年）  | ブンブイチドウ     | 北海道 | 3着  |
| 第8回（2009年）  | エナモラード       | 北海道 | 9着  |
| 第8回（2009年）  | ヴァンフォール     | 北海道 | 11着 |
| 第9回（2010年）  | コアレスバトラー   | 北海道 | 8着  |
| 第9回（2010年）  | モエレウェバリング | 名古屋 | 11着 |
| 第9回（2010年）  | サントメジャー     | 北海道 | 13着 |
| 第9回（2010年）  | サクラサケ         | 北海道 | 14着 |
| 第10回（2011年） | ニシノファイター   | 北海道 | 1着  |
| 第10回（2011年） | ウィードパワー     | 北海道 | 9着  |
| 第10回（2011年） | ヘヴンズパワー     | 北海道 | 10着 |
| 第10回（2011年） | マリアサンシャイン | 名古屋 | 13着 |
| 第11回（2012年） | クラグオー         | 北海道 | 2着  |
| 第11回（2012年） | ミータロー         | 北海道 | 3着  |
| 第11回（2012年） | ルード             | 笠松   | 7着  |
| 第11回（2012年） | ササノハサラサラ   | 笠松   | 8着  |
| 第12回（2013年） | ニシノデンジャラス | 北海道 | 1着  |
| 第12回（2013年） | フラッシュモブ     | 笠松   | 7着  |
| 第12回（2013年） | パドドゥ           | 笠松   | 12着 |
| 第13回（2014年） | サダムリスペクト   | 北海道 | 4着  |
| 第13回（2014年） | タイセイスウォード | 北海道 | 9着  |
| 第13回（2014年） | ティープリーズ     | 笠松   | 10着 |
| 第13回（2014年） | プレミアムトーク   | 北海道 | 11着 |
| 第14回（2015年） | シャイニーネーム   | 笠松   | 7着  |
| 第14回（2015年） | ナイスヴィグラス   | 北海道 | 9着  |
| 第14回（2015年） | ハッピーガール     | 笠松   | 11着 |
| 第15回（2016年） | ストーンリバー     | 北海道 | 1着  |
| 第15回（2016年） | キャンドルグラス   | 北海道 | 4着  |
| 第15回（2016年） | マイティキング     | 北海道 | 9着  |
| 第15回（2016年） | イーグルパス       | 北海道 | 11着 |
| 第16回（2017年） | マッドドッグ       | 北海道 | 2着  |
| 第16回（2017年） | モリノラスボス     | 北海道 | 5着  |
| 第16回（2017年） | ユニバーサルライト | 北海道 | 8着  |
| 第16回（2017年） | ダモンデ           | 北海道 | 12着 |
| 第17回（2018年） | リンゾウチャネル   | 北海道 | 2着  |
| 第17回（2018年） | リンノレジェンド   | 北海道 | 5着  |
| 第17回（2018年） | ルマーカーブル     | 北海道 | 12着 |
| 第18回（2019年） | アベニンドリーム   | 北海道 | 2着  |
| 第18回（2019年） | イッキカセイ       | 北海道 | 4着  |
| 第19回（2020年） | リーチ             | 北海道 | 1着  |
| 第19回（2020年） | ハッピーホンコン   | 北海道 | 12着 |
| 第20回（2021年） | シルトプレ         | 北海道 | 1着  |
| 第20回（2021年） | プリサイスニードル | 北海道 | 4着  |
| 第21回（2022年） | スペシャルエックス | 北海道 | 2着  |
| 第21回（2022年） | デステージョ       | 北海道 | 3着  |
| 第22回（2023年） | サントノーレ       | 北海道 | 1着  |
| 第22回（2023年） | スノーシュー       | 北海道 | 6着  |
| 第23回（2024年） | ミランミラン       | 北海道 | 2着  |
| 第23回（2024年） | ジャガーノート     | 高知   | 5着  |